# Fumio Karashima
Fumio Karashima (辛島文雄, Karashima Fumio), né le 9 mars 1948 à la préfecture d'Ōita et mort le 24 février 2017 à Tokyo, est un pianiste de jazz japonais.

## Vie et carrière
Karashima a commencé à jouer du piano à l'âge de trois ans. Son père était un professeur de musique à Université de Kyushu ; Karashima fréquentait la même université. Il part à New York en 1973, mais revient au Japon l'année suivante. En 1975, il rejoint le groupe du batteur George Otsuka. En 1980, il rejoint Jazz Machine de Elvin Jones et y reste pendant cinq ans, y compris pour les tournées en Europe et aux États-Unis. Il devient ensuite pianiste solo, et dirige également un quintette de 1988 à 1991. Au cours des années 1990, il tourne fréquemment à l'international. Il meurt d'un cancer le 24 février 2017.

## Discographie
Un astérisque (*) après l'année indique qu'il s'agit de l'année de sortie de l'album.

### En tant que leader/co-leader
| Année d'enregistrement | Titre               | Label                 | Remarques |
| ---------------------- | ------------------- | --------------------- | --- |
| 1975                   | Piranha             | Whynot                | Trio, avec Isao Suzuki (basse) et Jimmy Hopps (batterie)                                                                        |
| 1977                   | Landscape           | Whynot                | Trio, avec George Mraz (basse) et Motohiko Hino (batterie)                                                                      |
| 1977                   | Gathering           | Three Blind Mice      | Trio pour la plupart des chansons, avec Isao Suzuki (bass) et George Otsuka (batterie); piano solo pour une chanson             |
| 1978                   | Moonflower          | Absord                | Trio, avec Andy McCloud (basse) et Elvin Jones (batterie)                                                                       |
| 1978                   | Hot Islands         | Absord                | Quatuor, avec Mabumi Yamaguchi (saxophone), Miroslav Vitous (basse) et George Otsuka (batterie)                                 |
| 1980                   | Sho                 | Absord                | Trio, avec Nobuyoshi Ino (basse) et George Otsuka (batterie)                                                                    |
| 1981                   | A Child in the Wind | Absord                | Trio, avec Richard Davis (basse) et George Otsuka (batterie)                                                                    |
| 1982                   | Elegant Evening     | Absord                | Trio, avec Ikuo Sakurai (basse) et Motohiko Hino (batterie)                                                                     |
| 1983                   | Round Midnight      | Absord                | Quatuor, avec Larry Coryell (guitare), Ikuo Sakurai (basse) et Motohiko Hino (batterie)                                         |
| 1999*                  | Rencontre           | Emarcy, Polydor Japan | Duo, avec Toots Thielemans |
| 2010*                  | E.J. Blues          | Pit Inn               | Quatuor, avec Masanori Okazaki (saxophone), Ryu Kawamura (basse) et Takeo Moriyama (batterie)                                   |
| 2001                   | The Elysian Air     | VideoArts             | Trio, avec Yosuke Inoue (basse) et Shingo Okudaira (batterie)                                                                   |
| 2002                   | Grand New Touch     | VideoArts             | Duo, avec Kei Akagi (piano) |
| 2003                   | It's Just Beginning | VideoArts             | Trio, avec Yosuke Inoue (basse) et Shingo Okudaira (batterie)                                                                   |
| 2005                   | Great Time          | VideoArts             | Trio, avec Drew Gress (basse) et Jack DeJohnette (batterie)                                                                     |
| 2008                   | Moon River          | VideoArts             | Piano solo |
| 2012*                  | Summertime          | Pit Inn               | Quintette, avec Atsushi Ikeda (saxophone), Masanori Okazaki (saxophone), Satsuki Kusui (basse), et Nobuyuki Komastsu (batterie) |
| 2014*                  | A Time for Love     | Pit Inn               | Trio, avec Satsuki Kusui (basse), Nobuyuki Komatsu (batterie)                                                                   |
| 2015*                  | Everything I Love   | Pit Inn               | Piano solo |